# Сеитмуратова, Айше
Айше́ Сеитмура́това (в некоторых источниках Сейтмура́това; крымскотат. Ayşe Seitmuratova, Айше Сеитмуратова; 11 февраля 1937, Аджи-Эли, Маяк-Салынский район, Крымская АССР, РСФСР, СССР — 1 июня 2025, АР Крым) — советский диссидент, журналист, историк и ветеран крымскотатарского национального движения — единственная из женщин, участвовавшая в крымскотатарском национальном движении, которая была дважды арестована и судима советской властью. В 1978 году эмигрировала в США, где её пригласили сотрудничать с радиостанциями «Радио „Свобода“», «Би-би-си», Deutsche Welle и «Голос Америки».
По возвращении в Крым занималась благотворительностью и помощью крымским татарам в обустройстве на полуострове.

## Биография

### Детство и юность
Родилась 11 февраля 1937 года в Аджи-Эли (Державино) Маяк-Салынского района Крымской АССР пятым ребёнком в крымскотатарской семье Найме (в девичестве Джемилева) и Сеитмурата Бурсеитовых. Мать выросла в богатой семье в деревне Сараймин на Керченском полуострове. Родное село отца — Аджи-Эли. 1 октября 1941 года Сеитмурата призвали на фронт (позже погиб), а в феврале 1942 года у Бурсеитовых родилась ещё одна дочь — Фатме. 18 мая 1944 года Айше в возрасте семи лет вместе с матерью, пятью малолетними братьями и сестрой депортировали из Крыма.
Семью доставили на станцию Зирабулак Хатырчинского района Самаркандской области Узбекской ССР, поселив в сараях. В 1946 году начала учёбу в школе. Через несколько лет они, в связи с развитием гипертонии у матери, переехали ближе к Самарканду. В 1957 году Сеитмуратова поступила в Самаркандский университет на исторический факультет.
По окончании университета с отличием Сеитмуратову распределили на работу в школу, где она проработала два года, после чего, в 1964 году, получила диплом. В следующем году Айше отправилась в Москву с целью поступления в аспирантуру Института истории Академии наук СССР. Она сдала экзамены на «отлично» и «хорошо», но в приёме в аспирантуру ей отказали, сказав, что «с такими оценками она сможет поступить в Институт истории АН Узбекской ССР». Айше отправилась в Ташкент, где ей также отказали, объяснив это тем, что у них «свои кадры». После этого Сеитмуратова была вынуждена вернуться в Самарканд, начав работу преподавателем истории в школе, параллельно преподавая на историческом факультете в университете.

### Участие в крымскотатарском национальном движении
В 1964 году примкнула к крымскотатарскому национальному движению и вошла в инициативную группу Самаркандской области, а позднее и в состав активистов УзССР. Айше несколько раз посещала Москву как представительница крымских татар, принимая, в том числе, участие во встречах с партийной номенклатурой. Так, летом 1965 года представители крымских татар встретилась с заведующим приемной ЦК КПСС Строгановым. В ответ на вопрос Строганова о том, кто конкретно оскорбляет крымских татар, Айше Сеитмуратова сказала: «Во-первых, это Приказ ГКО от 11 мая о выселении крымских татар, а во-вторых, — какие имена вам нужны, нас оскорбляет сама Советская власть».
За участие в национальном движении в октябре 1966 года Сеитмуратову арестовали и содержали в следственном изоляторе Лефортовской тюрьмы в Москве. В мае 1967 года состоялся закрытый суд, на котором рассматривалось дело по статье 74 УК РСФСР «За разжигание расовой и межнациональной розни». Вместе с ней по делу проходили журналист Тимур Дагджи и студент Восточного факультета Ташкентского университета Сервер Шамратов. Благодаря выступлениям крымских татар в защиту своих представителей, все трое арестованных были освобождены, получив по три года условно, по другим данным, суд был быстрый и секретный и в итоге Айше Сеитмуратова получила два года условно.
Летом 1967 года Сеитмуратова вместе с другими представителями крымских татар вновь попала на приём в Кремль. Кроме того, она также принимала участие в тиражировании материалов крымскотатарского Самиздата, составляла письма и обращения к советскому руководству, распространяла материалы о крымскотатарском движении среди правозащитных организаций.
Осенью 1967 года Сеитмуратова в очередной раз сдала экзамены в аспирантуру Института истории АН СССР и в итоге поступила, однако оттуда её документы были перенаправлены в Академию наук Узбекской ССР. Учёбу в аспирантуре она совмещала с участием в крымскотатарском национальном движении, поэтому в июне 1971 года, за несколько месяцев до защиты диссертации, власти снова арестовали её. Айше Сеитмуратова была осуждена по статье 191 УК УзССР и статье 190-1 УК РСФСР («Распространение заведомо ложных измышлений, порочащих советский государственный и общественный строй») и приговорена к 3 годам лишения свободы. Отбывала свой срок в мордовских лагерях Барашево и Явас. Была освобождена в 1974 году с лишением возможности заниматься научной и преподавательской деятельностью. После освобождения продолжила свою работу в национальном движении. В 1978 году, подозревая, что принято решение поместить её в психиатрическую больницу, Сеитмуратова заявила в своём обращении к властям: «Тлеть и медленно умирать там я не собираюсь, я пламенем сгорю на Красной площади. Мне терять нечего, но прежде чем это сделать, я обращусь ко всему мусульманскому миру и опишу жизнь мусульманки в СССР». Только пристальное внимание к ситуации со стороны академика Сахарова и международных правозащитников позволили избежать принудительного лечения.
Преследования в СССР и желание продолжить образование вынудили Сеитмуратову в 1978 году просить разрешение на выезд из страны. Она также подала просьбу о предоставлении политического убежища в США, которая была удовлетворена. В своём заявлении председателю КГБ СССР Андропову активистка написала: «От всех форм преследования в стране советов меня спасёт смерть». 23 июня 1978 года, незадолго до заявления Сеитмуратовой, Муса Мамут совершил в Крыму акт самосожжения в знак протеста против дискриминационной политики властей, не разрешавшей крымским татарам селиться у себя на родине в Крыму. Советские власти, опасаясь реакции мировой общественности, спустя два дня после подачи заявления, Сеитмуратовой дали разрешение на эмиграцию. Некоторое влияние в этом вопросе сыграло ходатайство американского сенатора Джейкоба Джавитса перед советским руководством. С этого момента началась жизнь Сеитмуратовой в эмиграции.

#### Жизнь в эмиграции

##### Работа на западных радиостанциях
В ноябре 1978 года Айше Сеитмуратова в рамках еврейской квоты на выезд эмигрировала в Вену (в чём ей помогла Елена Георгиевна Боннэр), а 25 января 1979 года прибыла в Нью-Йорк, где её встретили Петр Григорьевич Григоренко и его жена Зинаида Михайловна.
В США начался новый этап в борьбе Айше Сеитмуратовой за национальные и гражданские права крымских татар. Поселившись в Нью-Йорке, она устроилась корреспондентом радиостанции «Голос Америки», где на русском, узбекском и азербайджанском языках вела передачи, посвящённые национальному вопросу крымских татар. Она выступала также в радиопередачах «Свободы», Би-би-си и «Немецкой волны». В своих передачах Айше Сеитмуратова поднимала самые разнообразные проблемы истории, культуры, языка, а также современного положения крымскотатарского народа. Названия некоторых её передач: «О национальных языках народов СССР (на примере крымскотатарского языка)», «Ликвидация крымскотатарской письменности», «Уничтожение крымскотатарской интеллигенции (1917—1940 гг.)», «Документы о политике русификации и ассимиляции крымских татар».
Историк Людмила Алексеева, бывший диссидент, одна из основателей и бывший председатель Московской Хельсинкской группы, так охарактеризовала жизнь Сеитмуратовой в этот период:
Я знала Айше в эмиграции, когда она жила в Нью-Йорке. Чтобы устроиться в новой жизни, у большинства приезжающих развивалась бурная активность, и очень немногие, как Айше, думали не об этом, а о тех, кого она оставила. Она всегда жила мыслями о своих соотечественниках — крымских татарах, о том, что они переживают, она все время была на связи, она использовала каждую возможность — а их было не так много, — чтобы рассказать о проблемах крымских татар и добиться какой-то помощи им. Айше — человек, поглощенный судьбой своего народа, его бедами и стремлением ему помочьЛюдмила Алексеева, советский диссидент

##### Участие в международных конференциях и совещаниях
Помимо своей деятельности на радиостанциях, Сеитмуратова также принимала участие во многих международных конференциях по защите прав человека, которые проходили в Вашингтоне, Оттаве, Монреале, Лондоне, Стокгольме, Осло, Анкаре, Стамбуле и Риме.
С целью оповещения о проблемах крымских татар Сеитмуратова участвовала в трёх мусульманских международных конференциях, организованных Организацией исламского сотрудничества, проходивших в Лондоне в 1980 году, Париже (декабрь 1980 года) и Куала-Лумпуре (ноябрь—декабрь 1981 года). На конференции, проведённой в Куала-Лумпуре, посвящённой 15-вековой годовщине ислама, Айше Сеитмуратова выступала в национальной крымскотатарской одежде и была единственной женщиной среди участников. Сеитмуратова говорила о проблемах крымских татар и на Совещании по Заключительному Акту в Хельсинки.
В ноябре 1980 года Сеитмуратова была приглашена для участия в Мадридской встрече представителей государств-участников Совещания по безопасности и сотрудничеству в Европе (СБСЕ) . Выступая на Мадридской конференции в качестве уполномоченного представителя крымских татар на Западе, она обратилась к участникам Заключительного акта Хельсинкских соглашений с просьбой поддержать стремления крымскотатарского народа в возвращении на родину, в Крым, и выступить в защиту осуждённых членов крымскотатарского национального движения: Мустафы Джемилева, Сейдамета Меметова, Эльдара Шабанова, Мамеди Чобанова, Решата Джемилева, Ролана Кадыева и других:

Я надеюсь, участники государств с уважением отнесутся к принципам Заключительного Акта Хельсинки, один из которых гласит: «Участники государств уважают равноправие всех народов и их право на самоопределение, действуя во все времена в соответствии с требованиями и принципами устава ООН и допустимыми нормами международного закона, включая отношения к территориальной целостности государств». Уважаемые делегаты Мадридского совещания! Защитите национальные и человеческие права крымских татар!
В ноябре 1986 года она была приглашена в Вену для участия в конференции представителей государств-участников Совещания по безопасности и сотрудничеству в Европе; к ней у диссидента была подготовлена брошюра на английском языке, посвящённая защите Мустафы Джемилева, который в этот период находился в заключении в Магадане. Брошюра, содержащая различные факты и фотодокументы о Джемилеве, а также обращение с просьбой содействовать его освобождению, была распространена среди министров иностранных дел всех тридцати пяти государств — участников конференции. Считается, что Венская конференция дала старт освобождению политических заключённых СССР. После конференции по распоряжению Генерального секретаря ЦК КПСС Михаила Горбачёва был возвращён из ссылки в Москву А. Д. Сахаров и освобождён из лагеря М. А. Джемилев.

##### Выступления в парламентах западных стран. Встречи с лидерами стран

Встреча советских диссидентов с Рейганом. Крайняя слева — Айше Сеитмуратова

Айше Сеитмуратова выступила с сообщениями по крымскотатарскому вопросу в парламентах многих западных стран, в том числе в Конгрессе США. Эти выступления вызывали обещания помочь крымским татарам со стороны правительств разных стран. Так, в период своего посещения Италии, незадолго до визита в эту страну М. Горбачёва, Сеитмуратова сумела заручиться поддержкой итальянских сенаторов, с большим вниманием отнесшихся к проблемам крымских татар, канадский сенатор Пол Юзик закончил встречу с Сеитмуратовой обращением к журналистам: «Я прошу вас кричать на весь мир, что этот народ нужно спасать».
Сеитмуратова встречалась с лидерами разных стран мира и на этих встречах поднимала вопрос о крымских татарах. Дважды (в 1982 и 1988 годах) она была приглашена в Белый дом президентом США Рейганом, став, таким образом, первой мусульманкой, приглашенной на аудиенцию с этим президентом. Виделась и беседовала с президентом Турции Тургутом Озалом и президентом Чехословакии Вацлавом Гавелом.

##### Участие в международных организациях. Выступления в СМИ
Сеитмуратова также участвовала в деятельности международных общественных организаций, таких как Amnesty International, «Международная федерация за права человека», «Американская Хельсинкская группа», «Центр за демократию в СССР» и прочее. В 1986 году она организовала в 12 странах «Комитеты в защиту Мустафы Джемилева». Активно выступала за освобождение Юрия Османова, Решата Аблаева, Синавера Кадырова и других участников крымскотатарского национального движения. Мусульманский журнал Arabia писал так: «С приездом на Запад Айше Сеитмуратовой набирает силу кампания по возвращению крымских татар на родину, освобождения Джемилева и его друзей-диссидентов».
Большое значение в оповещении мировой общественности о крымскотатарской проблеме имели выступления и статьи Айше Сеитмуратовой в мировых СМИ. Некоторые из них были опубликованы на различных языках в таких изданиях, как Kontinent, Le Nouvel Espoir, The Journal Rabitat Al-Alam Al-Islami, «Новое русское слово» и других. Кроме того, она также поднимала проблемы других народов, угнетаемых коммунистическим режимом. Так, в журнале RCDA она опубликовала статью под названием «Геноцид по-болгарски», посвящённая насильственной болгаризации тюрко-мусульманского населения Болгарии. Её статьи были включены в сборники, издаваемые Колумбийским, Гарвардским и другими университетами

### Возвращение в Крым и продолжение деятельности
Айше Сейтмуратова вернулась в Крым в 1990 году. По возвращении в Крым она не оставила работу и занялась обустройством крымских татар. Она не приняла курс более радикального крыла крымскотатарского национального движения — ОКНД под предводительством Мустафы Джемилева, что вылилось в конфронтацию с резкими взаимными упрёками. Перед вторым съездом Курултая крымскотатарского народа, созванным в 1991 году, который формирует Меджлис крымскотатарского народа, Айше Сеитмуратова срочно прилетала из США в Крым, чтобы высказать своё недовольство, в связи с тем, что на Курултай Джемилевым были приглашены из-за границы сотрудники СС и СД.
В 1992—1993 годах Сеитмуратова раздавала помощь женщинам и детям, детскую одежду. В 1996 году самолётом через Нью-Йорк и Стамбул она привезла оборудования на общую сумму 12 тысяч долларов в медицинский центр. В 1997 году в свет вышла её брошюра под названием «Национальное движение крымских татар». Сеитмуратова основала благотворительный Фонд «Мерхамет Эви» (с крымскотат. — «Дом доброты») по оказанию гуманитарной помощи крымским татарам. Самостоятельно построила пансионат для одиноких стариков «Къартлар Эви» (с крымскотат. — «Дом стариков»), открывшийся в 2001 году.
22 февраля 2007 года тогдашний президент Украины Виктор Ющенко в Симферополе лично вручил Айше Сеитмуратовой орден «За мужество» I степени.
В 2008 году Айше Сеитмуратова выступила с речью в Киеве с резкой критикой украинских властей, в которой она обвинила руководство страны в нежелании решить проблемы крымских татар; в ней она высказала своё положительное отношение к практике «самозахватов» в Крыму, которую она назвала «самовозвратом». Сеитмуратова также выразила свою уверенность в стремлении России присоединить Крым: «Люди хотят владеть морями, им мало Сибири, мало Тихого океана, мало северных морей, им нужен ещё и Юг».
После аннексии Крыма Россией в марте 2014 года, Айше Сеитмуратова обратилась к муфтию России с заявлением: «Будущая государственность крымских татар должна строиться вместе с украинским народом, только вместе с Украиной мы достигнем успеха», тем самым осудив захват Крыма.
В мае 2014 года выступила с речью в Симферополе на митинге, посвящённом семидесятилетию со дня начала депортации крымских татар. Сеитмуратова до последних лет жизни занималась благотворительностью и помогала крымским татарам в обустройстве и проживании в Крыму.
Умерла 1 июня 2025 года в возрасте 88 лет в Крыму.

## Оценки личности и деятельности
Деятельность Сеитмуратовой высоко оценивалась некоторыми политиками. Так, политический деятель Леонид Грач говорил, что жизнь Айше Сеитмуратовой — «это пример бескорыстного служения своему народу», а Вахит Халефоглу, бывший министр иностранных дел Турции, призывал учиться у Айше тому, «как нужно бороться». Итальянский писатель, журналист и директор «Русской Службы Радио „Свобода“» (1998—2003) Марио Корти, оценивая деятельность Айше Сеитмуратовой, называл её праведником, который «жертвует собой ради других людей». Меджлис крымскотатарского народа писал: «Эту хрупкую (и кажущуюся на первый взгляд беззащитную) женщину Всевышний одарил беспримерным мужеством и волей … Айше Сейтмуратова — человек решительный и, когда встречается с несправедливостью, проявляет жёсткий характер». Российско-украинский историк Г. Т. Бекирова также положительно оценивала деятельность правозащитника, написав, в частности, что Айше Сеитмуратова — это человек сложной судьбы, с непростым и очень сильным характером.
В 1990-х критиковалась главой ОКНД Мустафой Джемилевым, что приняло форму резких упрёков.

## Личная жизнь
Была замужем, есть дочь Зульфия.

## Комментарии
1. ↑  В этот период евреи имели право на эмиграцию из СССР по национальному признаку[18].

### Статьи
- Сейдаметов Э. Х. Роль Айше Сеитмуратовой в движения солидарности крымскотатарской диаспоры США за возвращение соотечественников на историческую родину — Крым // Культура народов Причерноморья.. — Кримський науковий центр НАН України і МОН України, 2008. — № 144. — С. 96—99. — ISSN 1562-0808.
- Фазыл Р. Жизненный путь и правозащитная деятельность // Айше Сеитмуратова 1937—1997. В честь 60-летия со дня рождения и 35-летия участия в общенародной борьбе за права крымскотатарского народа, за возвращение на свою историческую родину — Крым и активную правозащитную деятельность. — Симферополь, 1997. — С. 2 − 5.;
- Оджакъ. Женщина, бросившая вызов империи зла // Qırımnın sadıq qızları. Верные дочери Крыма. (кр.тат.). — Симферополь: Ocaq, 2004. — С. 95 − 101.;
- Э. Сейдаметов. Сеитмуратова А. Интервью // Архив Э. Сейдаметова. — Симферополь, 2006.;
- Impact International. Story of Ayshe, story of a People who refuse to die. (англ.) // Vol. — Европа: Impact International, 1980. — С. 5 − 7.;
- Impact International. The Fifth Sakharov Hearing: The ache of Crimean Tatars. (англ.) // Vol. — Европа: Impact International, 1985. — С. 5.;
- The Journal Rabitat Al-Alam Al-Islami. Seytmuratova A. The Plight of the Crimean Tatars. (англ.). — Саудовская Аравия: The Journal Rabitat Al-Alam Al-Islami, 1985. — № 4. — С. 24—27.;
- New York: The Center for Democracy. Mustafa Dzhemilev and the Crimean Tatars: Story of a Man and His People. Facts, Documents, How to Help. (англ.). — Нью-Йорк: New York: The Center for Democracy, 1986.;
- Айше Сеитмуратова. «Меня превратили в живую мишень». — Казань: Комсомолец Татарии, 1990. Архивировано 15 августа 2017 года.;
- Arabia: The Islamic World Review. Tatar Freedom Fighter. (англ.). — Саудовская Аравия: Arabia: The Islamic World Review, 1981. — С. 47—48.;
- Kontinent. Seytmuratowa A. Die Verfolgung der Krimtataren in der UdSSR. (нем.). — ФРГ: Kontinent, 1986. — С. 92—96.;
- Сеитмуратова А., Tuna I. Genocide, Bolgarian type (англ.). — Албания: RCDA, 1984. — № 7, 8, 9. — С. 125—127.;
- Le Nouvel Espoir. Le Sort des Tatars de Crimée : Exposé de Mme Aishe Seytmuratova à la Conférence Islamique (фр.). — Париж: Le Nouvel Espoir, 1981. — № 70. — С. 28—31, 38.;
- Сеитмуратова А. Национальное движение крымских татар. — Симферополь, 1997. — С. 3 − 40.;
- Д. И. Зубарев, Г. В. Кузовкин. «ДОКУМЕНТЫ МОСКОВСКОЙ ХЕЛЬСИНКСКОЙ ГРУППЫ». — Бремен: Московская группа содействия выполнению Хельсинкских соглашений Общество «Мемориал», 2006. — ISSN 5-98440-30-8.
- Гульнара Бекирова. «Говорит Радио Свобода. У микрофона Айше Сеитмуратова…». — Симферополь: Радио "Свобода", 2019.
- Гульнара Бекирова. Айше Сеітмуратова. Депортована з Криму, засуджена, не переможена (недоступная ссылка — история). — Киев: Історична правда, 2018.
- Библиотека им. И. Гаспринского. Айше Сейтмуратова (1937) – правозащитница, ветеран национального движения крымских татар. — Симферополь: Республиканская крымскотатарская библиотека им. И. Гаспринского, 2016.
- Бекирова, Гульнара. Айше Сейтмуратова. Легенда крымскотатарского народа. — Симферополь: Крым. Реалии, 2018.
- Бекирова, Гульнара. Айше Сеитмуратова. В борьбе за свой народ. — Симферополь: Крым. Реалии, 2018.

### Книги
- Червонная С. М. Крымскотатарское национальное движение (1994 - 1996). — М.: Институт этнологии и антропологии РАН, 1997.
- М. Н. Губогло, С. М. Червонная. Крымскотатарское национальное движение. — М.: ЦИМО, 1992. — Т. 1. — («Национальные движения в СССР»).
- А. П. Григоренко. Человек, который не мог молчать. — Харьков: “Права людини”, 2015. — Т. 2. — ISBN 978-617-7266-18-0.